# Jim McGuinness
Jim McGuinness en anglais ou  Séamus Mag Aonghusa en irlandais, (né le 12 novembre 1972 à Glenties dans le Comté de Donegal) est un entraîneur et ancien joueur Irlandais de Football gaélique, il évoluait au poste de demi-défensif avec le comté de Donegal, et remporta un titre de champion d'Irlande en 1992.
En 2010, il mène en tant qu'entraîneur, l'équipe de U21 de Donegal en finale du All-Ireland. Cette même année, il est nommé entraîneur-manager de l'équipe senior de football du Donegal GAA, succédant à John Joe Doherty.
Il obtient le titre de champion d'Ulster dès sa première saison à la tête du comté, mais Donegal s'incline en demi-finale du All-Ireland 2011 face au futur champion, Dublin GAA (0-06/0-08).
L'année suivante, McGuinness remporte le titre suprême en tant qu'entraineur, vingt ans après l'avoir gagné en tant que joueur.
Le système de jeu qu'il a mis en place est sujet à de nombreuses controverses, considéré par certains comme une révolution dans le jeu, et McGuinness comme un véritable pionnier, tandis que d'autres regrettent le caractère ultra défensif et peu spectaculaire de cette tactique annihilant le jeu adverse.
La victoire de Donegal dans le All-Ireland 2012 est considérée comme "l'un des plus grands coups" de l'histoire de la compétition, certains journalistes et analystes comparèrent McGuinness au manager de baseball, Billy Beane pour leur capacité commune à exploiter les failles de l'adversaire.
Ses succès en tant qu'entraîneur lui valurent une reconnaissance dépassant le cadre du football gaélique, et provoquèrent l'admiration de personnalités comme le golfeur Paul McGinley ou le président du Celtic Football Club, Neil Lennon.
Lennon invita d'ailleurs Jim McGuinness à occuper des fonctions de préparateur mental au sein du club du Celtic.

## En club
Il remporta deux Sigerson Cup en tant que capitaine avec l'université de Tralee IT GAA en 1998 et 1999, puis en 2001 cette fois sous les couleurs de l'Université d'Ulster, toujours en tant que capitaine.

## Carrière de joueur
Jeune membre de l'équipe de Donegal vainqueur du All-Ireland en 1992 contre Dublin, il n'est que remplaçant et verra ce succès depuis le banc de touche.
Il joue pour Donegal jusqu'en 2003, avant de commencer une carrière de préparateur physique et de psychologue du sport au North West Regional College de Limavady.

## Carrière d'entraîneur
À l'âge de 18 ans, alors que McGuinness entraîne déjà les équipes infantiles, Columba McDyer, originaire du Donegal et vainqueur du All-Ireland 1947 avec Cavan, lui prédit qu'il deviendra entraîneur et lui offre un sifflet, sifflet que Jim McGuinness utilise encore à ce jour.
Il connaît son premier succès en tant qu'entraîneur en 2005 avec le club de Naomh Conaill, menant le club à sa première finale du comté de Donegal depuis quarante ans, son équipe, pourtant largement outsider face à St. Eunan, s'impose et décroche le premier titre de son histoire.
En 2009, McGuinness, co-entraîneur avec Cathal Corey, dispute de nouveau la finale du comté face à St. Eunan, mais s'incline cette fois avant de remporter le titre l'année suivante.
En outre, il dirige également l'équipe des U21 du comté, qu'il emmène en finale du All-Ireland de la catégorie d'age, finale que Donegal perd face à Dublin

## Internationale
Il est membre de l'équipe Irlandaise lors des 1998 International rules series, rencontre annuelle entre les équipes d'Irlande et d'Australie et mixant les règles du football gaélique et du Football australien.

## Palmarès
Tralee IT GAA
- Sigerson Cup:
  - Vainqueur (2): 1998, 1999,

Université d'Ulster
- Sigerson Cup:
  - Vainqueur (1): 2001

Naomh Conaill
- Championnat de Football Senior de Donegal:
  - Vainqueur (2): 2005, 2010
  - Finaliste (1): 2009

Donegal
- All-Ireland U21 Football Championship
  - Finaliste (1): 2010
- All-Ireland Senior Football Championship
  - Vainqueur (1): 2012
  - Finaliste  (1): 2014
- Ulster Senior Football Championship:
  - Vainqueur (2): 2011, 2012, 2014
  - Finaliste (1): 2013